# Eliza Acton

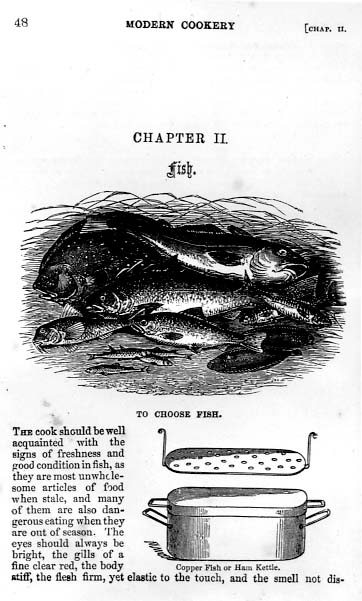
Da Modern Cookery for Private Families di Eliza Acton (Londra: Longmans, Green, Reader, and Dyer, 1871, pagina 48)

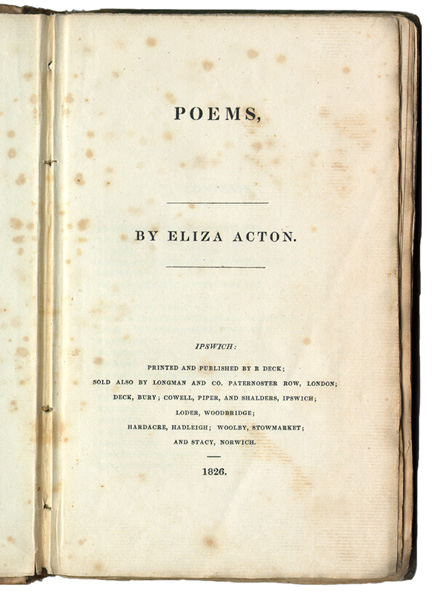
Frontespizio di Poems di Eliza Acton (Londra: Longmans, 1826)

Eliza Acton (Battle, 17 aprile 1799 – Hampstead, 13 febbraio 1859) è stata una cuoca e poetessa britannica, autrice di uno dei primi libri di cucina destinati alle famiglie intitolato Modern Cookery for Private Families.

## Biografia
Nata a Battle, nel Sussex, era la maggiore dei cinque figli di Elizabeth Mercer e John Acton, un birraio. Poco dopo la sua nascita la famiglia si trasferì ad Ipswich dove Elisabeth trascorse la sua giovinezza. All'età di diciassette anni fu co-fondatrice di una scuola per ragazze a Claydon, poco lontano da Ipswich. La scuola rimase in attività per quattro anni fino a quando Eliza si ritirò per motivi di salute. Dopo la chiusura della scuola trascorse un periodo in Francia.
Al suo ritorno in Inghilterra venne pubblicata, nel 1826, la sua prima raccolta di poesie Poems il cui tema ricorrente era l'amore non corrisposto. Il libro ebbe un discreto successo, vi fu una riedizione poche settimane dopo la pubblicazione. Iniziò a scrivere poemi più lunghi tra i quali "The Chronicles of Castel Framlingham", che fu pubblicato nel Sudbury Chronicle nel 1838, e "The Voice of the North", scritto nel 1842 in occasione della prima visita in Scozia della regina Vittoria.
La prima pubblicazione della sua opera principale, Modern Cookery for Private Families risale al 1845. Il testo era il risultato di molti anni di ricerche incoraggiate dall'editore Longman, già editore di Poems. Molte delle ricette le furono fornite da amici. Modern Cookery divenne molto popolare, ne furono stampate diverse edizioni e rimase il libro di cucina di riferimento fino alla fine del secolo. Il libro rappresentava una grande innovazione rispetto ai ricettari pubblicati fino a quel momento che erano molto poco dettagliati, per la prima volta venivano elencati con precisione ingredienti e dosi, tempi di cottura e possibili criticità di ogni ricetta, i libri di cucina precedenti erano molto meno precisi e dettagliati.
Influenzò profondamente la tecnica di scrittura dei ricettari successivi come quello di Isabella Beeton (Mrs Beeton's Book of Household Management - 1861).
Poco dopo la pubblicazione di Modern Cookery, Eliza si trasferì a Hampstead Londra, dove cominciò a lavorare al suo libro successivo, The English Bread Book (1857). Insieme alle ricette il libro trattava della storia della panificazione e conteneva alcune opinioni molto drastiche di Eliza sulle pratiche dell'epoca. Questo libro ebbe molto meno successo del precedente e l'unica ristampa è del 1990.
Suo è il primo utilizzo documentato della parola 'spaghetti' nella lingua inglese.
Eliza, da sempre di salute cagionevole, morì nel 1859 all'età di 59 anni; è sepolta a Hampstead.

## Opere
- Poems (Londra: Longmans, 1826)
- The Chronicles of Castel Framlingham (poema, ripreso nel film Sudbury Chronicle, 1838)
- The Voice of the North (poesia commemorativa in occasione della prima visita in Scozia della regina Vittoria nel 1842)
- Modern Cookery for Private Families (Londra: Longmans, 1845)
- The English Bread Book (1857)[4]